# 모자이크 재팬
모자이크 재팬 (モザイクジャパン) 은 WOWOW의 드라마 W에서 2014년 5월 18일부터 6월 15일까지 매주 일요일 23:00 ~ 23:30 (JST) 에 방영되었던 텔레비전 드라마이다. 오리지널 스토리로 구성되었으며 각본은 사카모토 유지가 맡았다.
성인 비디오 제작 회사에 점령된 마을을 무대로 한 작품으로 사회파 엔터테인먼트 드라마이다. WOWOW에선 15세 이상 등급으로 방영되었다.